# Autobiografia lui Nicolae Ceaușescu
Pour plus de détails, voir Fiche technique et Distribution.
Autobiografia lui Nicolae Ceausescu est un film documentaire roumain réalisé par Andrei Ujică, sorti en 2010.

## Synopsis
Comme son titre l'indique le film retrace la vie du dictateur Nicolae Ceaușescu. Il s'agit d'archives officielles largement inédites, mises bout à bout retraçant l'ensemble de la carrière de l'homme politique. 
Le film s'ouvre et se ferme sur une séquence de la parodie de procès d'Elena et Nicolas Ceaucescu du 25 décembre 1989. On suit dans ce documentaire l’ascension du dictateur depuis l’organisation des obsèques de Gheorghe Gheorghiu-De en 1965 jusqu'aux évènements  de Timișoara en décembre 1989. Entre-temps alternent inaugurations, interventions dans les instances officielles à l'occasion des Congrès successifs du parti communiste roumain, visites officielles des chefs d’État étrangers en Roumanie et de Ceaucecu à l'étranger, activités de loisirs sportifs (baignades, chasses...). 
Le parti pris du réalisateur est de présenter le document brut et, sauf exceptions, de traiter le son de manière indépendante. Le caractère de propagande des documents est ainsi questionné par les silences, la musique ou quelques observations discrètement  ironiques. 
Deux séquences, qui sont présentées avec leur son d'origine, sont particulièrement marquantes : celle où Ceaucescu dénonce dans un discours inspiré l'invasion de la Tchécoslovaquie, porté par le soutien d'une foule unanime. Une autre où le camarade Constantin Parvulescu lors du XIIe congrès du parti communiste roumain ose prendre la parole pour s'opposer en public à la réélection de Ceaucescu sous l’opprobre unanime de l'assemblée.

## Fiche technique
- Titre : Autobiografia lui Nicolae Ceausescu
- Réalisation : Andrei Ujică
- Scénario : Andrei Ujică
- Production : Velvet Moraru
- Pays d'origine : Roumanie
- Format : Couleurs
- Genre : Documentaire
- Durée : 180 minutes
- Date de sortie : 
  -  Roumanie : 29 octobre 2010
  -  France : 13 avril 2011

## Autour du film
En sélection officielle hors compétition au festival de Cannes 2010.